# 팔레스타인 학교 폭격

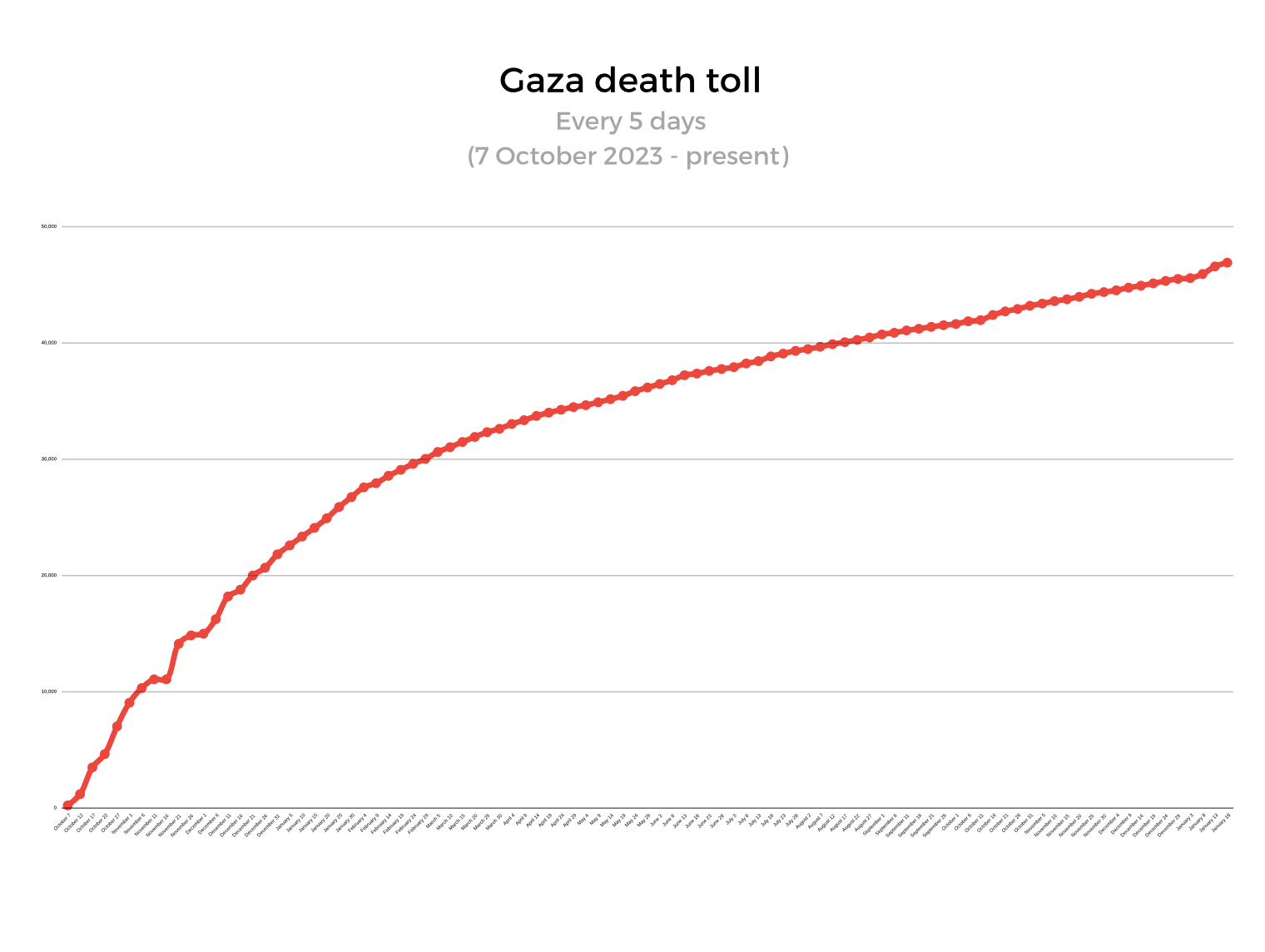
가자 지구 내 사망자 그래프

2023년 10월 7일 하마스의 이스라엘 공격 이후, 이스라엘 방위군 (IDF)은 이스라엘-하마스 전쟁 에서 군사 작전의 일환으로 가자 지구에 있는 대학을 포함한 200개 이상의 교육 시설에 수많은 공습을 실시했다 . IDF는 공습이 목적이 학교를 포함한 민간 지역에 배치된 로켓을 파괴하기 위해서라고 주장하고 있다. 2024년 3월 말까지 유엔은 이스라엘이 200회 이상, 최소 53개 학교가 완전히 파괴했다고 기록했다.
성별 및 연령대에 따른 가자 지구 내 사망자 분류 (대니얼 실버먼 교수와 마이클 스파갓 교수, 2023년 11월 기준)

## 배경
하마스는 전술적인 목적으로 학교 등 민간 시설에서 로켓을 발사하거나 군사 시설들을 설치하는 등의 이유로 NATO, 유엔, EU, 미국, 이스라엘로부터 비판을 받았으며, 이스라엘-하마스 전쟁 동안 IDF는 하마스 로켓이 학교 근처에서 발사되었다는 증거를 찾아냈다고 주장했다. 가자 지구 보건부는 민간인과 전투원 사상자를 구분하지 않기 때문에 공습으로 민간인이 얼마나 사망했는지는 알 수 없다.
반면 1,600명 이상의 학자들은 이스라엘이 가자 지구에서 교육을 표적으로 삼아 교육학살 (scholasticicide)을 자행하고 있다고 비판했다. 미국 중동난민구호원의 CEO인 션 캐롤은 교육학살(scholasticicide)은 정확한 용어라고 말했으며 학교를 표적으로 삼고 있다는 것을 의미하고 있다고 표현했다.
가자 지구 교육부는 10월 7일부터 12월 26일까지 4,037명의 학생과 209명의 교직원이 사망하고, 7,259명의 학생과 619명의 교사가 부상을 입었으며, 352개의 학교가 피해를 입었다고 밝혔다. 1월 16일 교육부는 10월 7일 이후 4,368명의 학생이 사망하고 388개 학교가 피해를 입었다고 발표했다. 인권단체들은 교수 94명이 사망했다고 보고했다. 가자 교육부는 2024년 2월 4일까지 4,800명의 학생이 사망했다고 밝혔다. 2024년 3월 교육부는 지금까지 5,479명의 학생이 사망했다고 발표했다. 3월 말 교육부는 총 학생 사망자 수가 5,881명으로 증가했다고 밝혔다.
2023년 12월 말, UN은 현재 가자 지구의 학교 건물 중 90%가 대피소로 사용되고 있다고 밝혔으며, 가자 지구 내 교육 기반 시설의 75%가 파괴되었다고 보고했다. 2024년 2월 11일, 가자 교육부 장관은 "가자 지구의 모든 고등 교육 기관이 완전히 또는 부분적으로 파괴되었다"라고 밝혔다. 2024년 4월 말, 유엔 인도주의 업무 조정국은 이재민 대피소로 사용되고 있는 학교들의 65%가 "직접 타격을 받거나 피해를 입었다"고 추정했다. 2024년 5월 가자 지구 정부 공보처는 가자지구에서 100명 이상의 학자들이 이스라엘에 의해 살해됐다고 밝혔다.

## 반응
2009년에 "이스라엘군에 의한 팔레스타인 사회에 필수 교육 시설의 체계적인 파괴"를 설명하기 위해 사용된 신조어 '교육학살'(영어: scholasticide)가 다시 활발히 사용되었다. 토론토 대학의 찬드니 데사이 교수는 "교육학살은 그 자체로는 대량 학살이 아니지만 대량 학살 전쟁의 일부라고 주장할 수 있는 것"이라고 말했다. 인권단체 유로-메드 인권 모니터의 대표인 라미 압두는 이스라엘이 팔레스타인 출신 정치 평론가 아이만 라파티를 살해한 것을 가자지구에서 일어난 교육학살의 예로 들었다.
알자지라 특파원 하인드 쿠다리는 "가자 지구의 학교는 학교는 대피소이자 묘지이다. "라고 말했다. 2024년 5월, 팔레스타인 총리 모하마드 무스타파는 이스라엘 군인이 알아크사 대학교 에서 책을 불태우는 이미지를 공유하며 "이스라엘은 가자 지구 내의 모든 대학을 표적으로 삼았으며 일부 대학은 완전히 파괴되었다"라고 말했다.
유로-메드 인권 모니터는 가자 지구의 여러 지역에서 난민들을 보호하고 있는 UNRWA가 운영하는 학교에 대한 이스라엘의 공격이 확대되는 것을 강력히 규탄했다. 유로-메드 인권 모니터 팀이 발행한 보고서는 UNRWA가 운영하는 5개 이상의 학교에 대해 이스라엘이 공습 및 포병 공격을 시행했다고 적시했으며, 이러한 공격으로 인해 다수의 사상자가 발생했으며 유엔 시설을 보호해야 하는 법적 보호 장치에 대한 심각한 위반을 의미한다고 말했다.

## 사건

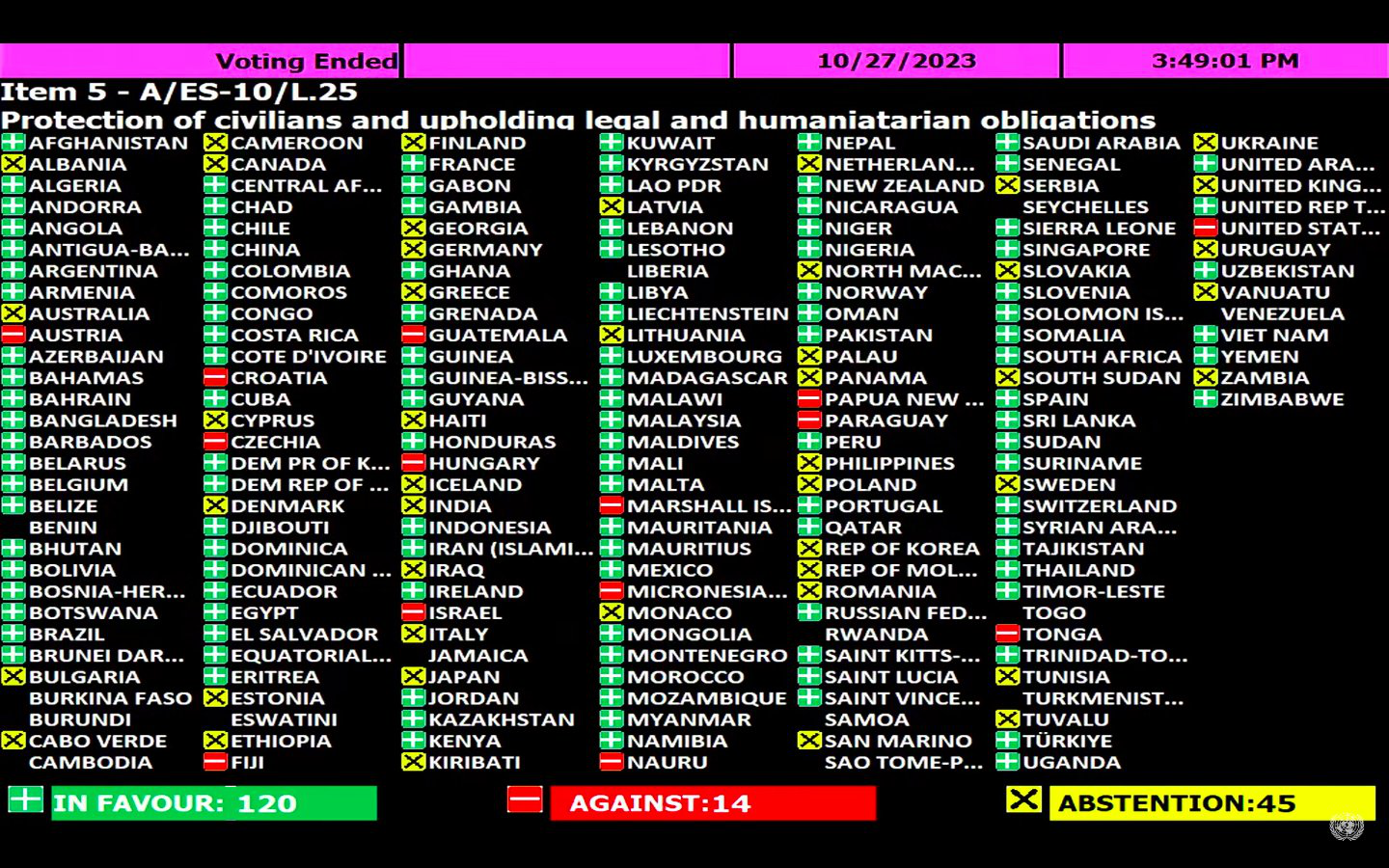
10월 27일, 유엔 총회는 "즉각적이고 지속적인" 인도주의적 휴전과 적대 행위 중단을 촉구하는 결의안 ES-10/21을 통과시켰다.

### 알마가지 UNRWA 학교
2023년 10월 17일, IDF가 실시한 공습이 가자 지구의 알마가지 난민 캠프 에 있는 UNRWA가 운영하는 학교를 타격했다. UNRWA는 공습으로 6명이 사망하고 UNRWA 직원을 포함해 수십 명이 부상했다고 발표했으며, 이스라엘-하마스 전쟁이 시작된 이후 최소 4,000명이 학교로 피신해 있었다고 밝혔다.
12월 27일 마가지 여자중학교에 대한 공습으로 최소 5명이 사망했다.

### 오사마 빈 자이드 학교
2023년 11월 3일, 이스라엘 방위군의 공습으로 가자 지구 북부에 위치한 유엔 팔레스타인 난민 구호 사업 기구 소속 학교 알 사프타위 지역의 오사마 빈 자이드 학교가  이스라엘 방위군으로부터 폭격을 받았다. 가자지구 보건부는 이번 공습으로 20명이 사망하고 수십명의 민간인이 부상을 입었다고 발표했다. 보건부와 UNRWA는 이스라엘과 하마스 사이의 전쟁이 시작된 이후 최소 1000명이 학교로 피신해 있었다고 밝혔다.

### 알 파쿠라 학교
11월 4일, UNRWA 대변인은 이스라엘이 자발리아 난민캠프에 있는 UN이 운영하는 학교에 또 다른 공습을 가했다는 보도를 사실임을 확인했다. 가자 보건부에 따르면 알 파쿠라 학교에 대한 공격으로 15명이 사망하고 수십 명이 부상을 입었다. 로이터 통신은 한 소년이 절망에 빠져 울고 있는 영상을 입수했다고 보도했다. UNRWA에 따르면, 난민 가족들이 텐트를 치고 있던 학교 운동장에서 적어도 한 번의 공습이 발생했다. 이번 공습에 대해 알 자지라는 이스라엘이 "민간인들을 가자 남부 지역으로 강제 추방시키기 위해 생존 수단을 모두 제거하려한다."고 보도했다.
학교에 대한 두 번째 공습은 11월 18일 이른 아침에 발생했다. 현장에 있던 언론인들은 사방에서 시체를 목격했는데, 이는 이번 공습이 민간인에게 가자지구 남부로 피난하라는 이스라엘의 메시지였을 수도 있음을 암시한다. 두 번째 공격으로 최소 50명이 사망했다. "학살"로 묘사된 사건 이후 등장한 비디오 클립에는 수십 구의 시체가 보이고 학교 전체에서 괴로움이 들리는 여러 방을 걷는 한 남자가 담겨 있었다.

### 알부라크 학교
2023년 11월 9일, 이스라엘 공습으로 UNRWA가 대피소로 사용하고 있던 가자시 북쪽 알나스 르 지역의 라바비디 거리에 있는 알부라크 학교가 폭격을 받았다. 학교에는 집이 파괴된 사람들이 대피 중이었다. 이번 공격으로 인해 최소 50명이 사망하고 다수의 부상자가 발생한 것으로 알려졌다. 수천 명의 사람들이 학교 안에 대피하고 있던 아침에 이스라엘 미사일이 학교에 떨어졌다. 이번 공격으로 어린이 포함 최소 50명이 사망하고 부상을 입었다. 팔레스타인 보건부는 수십 명이 부상을 입었다고 밝혔다. IDF는 이번 공격으로 "란티시 병원에서 약 1,000명의 가자 주민을 인질로 잡았다"고 주장한 하마스 사령관 아흐메드 시암이 다른 하마스 요원들과 함께 사망했다고 발표했다.

### 알팔라 학교
2023년 11월 17일, 이스라엘의 공습으로 UNRWA가 대피소로 사용하고 있던 알 자이툰 인근의 알팔라 학교가 폭격을 받았다. 이번 공격으로 최소 20명이 사망하고 다수의 부상자가 발생한 것으로 알려졌다. 수천 명의 사람들이 대피하고 있던 아침에 이스라엘 미사일이 알 팔라 학교에 떨어졌다. 당시 가자지구의 통신 정전으로 인해 구조팀은 다음날까지 학교가 공격을 당했다는 사실을 알지 못했다.

### 아부 후세인 학교
2023년 11월 23일, 이스라엘의 공습으로  UNRWA가 대피소로 사용하고 있던 자발리아 캠프에 있는 아부 후세인 학교가 폭격을 받았다. 이번 공격으로 최소 27명이 사망하고 다수의 부상자가 발생한 것으로 알려졌다.이스라엘 미사일이 아부 후세인 학교에 떨어질 당시에는 수천명의 피난민이 학교로 대피 중인 상태였다. 이번 공격으로 어린이 포함 최소 27명이 사망하고 부상을 입었다. 팔레스타인 보건부는 이번 공격으로 약 100명이 부상을 입었다고 밝혔다.

### 안나즐라 학교
수백 명의 난민이 대피 중이던 가자 북부에 있는 안나즐라 초등학교가 폭격을 당해 어린이를 포함해 최소 10명이 사망했다. 2024년 5월 25일, 테러로 딸을 다친 한 여성은 "아이들이 학교 운동장에서 놀고 있는데 갑자기 폭격을 당했다. "고 말했다.

### 유엔 학교
일요일, 이스라엘군이 가자 지구의 인구 밀집 지역에서 군대를 철수하기 시작했을 때, 이스라엘 공군이 발사한 미사일이 라파에 있는 유엔 학교 입구 근처를 공격했다. 이 학교는 팔레스타인 난민들의 피난처 역할을 하고 있었는데, 이번 공격으로 인해 10명이 사망하고 35명이 부상을 입었다. 이 사건은 다시 한번 국제적인 비판여론을 불러일으켰다.
미국 국무부는 라파의 학교 밖에서 발생한 포격 사건을 강한 어조로 반대 의사를 표명하면서 강력히 규탄했다. 약 3,000명의 팔레스타인인들이 피난처를 찾았던 학교 인근의 목격자들은 미사일 공격 당시 사망하거나 부상당한 사람들이 식량 공급을 위해 줄을 서서 기다리고 있었다고 말하며, 국무부 대변인 젠 프사키는 단지 그 근처에서 무장세력이 활동하고 있다는 의혹만으로 수많은 무고한 민간인의 생명을 위험에 빠뜨리는 것은 정당화되지 않는다고 강조했다.
UN이 가자 지구에서 관리하는 90개가 넘는 대피소 네트워크의 일부인 라파 예비학교(남학생 학교)는 현재 진행 중인 분쟁으로부터 안전을 원하는 팔레스타인인들을 위한 피난처 역할을 하고 있다. 대변인이 보고한 바와 같이 이스라엘의 군사작전의 변경에도 불구하고 토요일 가자 전역에서 공습과 포격이 계속되었다. 혼란스러운 상황 속에서 학교에서 부상당한 사람들은 라파에 있는 나머지 두 개의 작은 병원 시설로 이송되었으며, 빈소가 없어 유족들은 시신을 신속히 수습했다.

### 이스라엘 대학교
가자 남쪽 알 자라에 위치해 있는 이스라엘 대학교는 2024년 1월 이스라엘 군대에 의해 파괴되었다 유엔 인도주의 업무 조정국은 IDF가 "팔레스타인 수감자들이 알 수 없는 장소로 이송되기 전 심문을 위한 임시 구금 시설"로 캠퍼스를 사용해 왔다고 보고했다. Birzeit University는 IDF가 대학을 파괴하기 전에 3,000개의 희귀 유물을 훔쳤다고 규탄했다.

### 그외
팔레스타인 자치 정부 국영통신사인 와파는 2023년 12월 4일, 가자지구에서 팔레스타인 난민들을 보호하고 있는 두 학교에서 이스라엘의 공습으로 최소 50명이 사망하고 수백 명이 부상을 입었다고 보도했다. 이스라엘은 전투기와 자주포를 사용해 알다라즈 인근에 있는 '살라 앗딘 학교'와 '순교자 아사드 사프와티 학교'를 포함한 UN이 운영하는 두 학교에 포격을 가했다. 12월 3일, 이스라엘 공군은 가자에 있는 성가정학교를 폭격했다.

## 어린이들에게 미치는 영향
세이브더칠드런, 유니세프, 팔레스타인 보건 당국은 어린이들이 영구적인 장애, 정신 건강 문제, 절단 등을 겪고 있으며 수천 명이 탈수, 영양실조, 호흡기 및 피부 질환을 겪고 있다고 밝혔다. 2024년 3월 말까지 가자지구에서는 약 13,000명의 어린이가 사망했으며, 수천 명이 잔해 속에 묻혔다. 유니세프 부국장은 가자 지구 어린이들의 상황은 자신이 지금까지 본 것들 중 가장 끔찍한 상태라고 말했다.  현재 진행 중인 위기는 정기적인 예방접종에도 영향을 미쳐 수천 명의 어린이를 위험에 빠뜨렸으며, 부적절한 환경에 있는 보호소, 적절한 겨울 대비 외투의 부족, 어린이의 정신 건강에 대한 심리적 피해 등 더욱 복합적인 문제들이 발생했다.
계속되는 전쟁으로 인해 2023~2024학년도가 중단되면서 가자 지구에서는 625,000명 이상의 학생과 22,500명의 교사가 학교를 떠났다. 2024년 4월, 팔레스타인 교육부는 10월 7일 이후 가자지구에서 5,994명의 학생이 사망했다고 밝혔다. 유니세프는 가자 지구 학교의 80%가 손상되거나 파괴되어 학생들이 교육을 받을 수 없는 상황에 처해 있다고 보고했다. 팔레스타인 적신월사는 가자 지구에서 약 1,000명의 어린이가 한쪽 또는 양쪽 다리를 잃었다고 밝혔다. 또한 유엔은 가자지구 어린이 5만 명 이상이 심각한 영양실조에 직면해 있다고 밝혔다.

## 같이 보기
- 2023년 이스라엘-하마스 전쟁 중 팔레스타인 난민 캠프에 대한 공습
- 2023년 이스라엘-하마스 전쟁 중 의료 시설에 대한 공격
- 2023년 이스라엘-하마스 전쟁 중 교전 목록